# Magnezit
Magnezit (prema magnezij) je mineral iz skupine heksagonskih bezvodnih karbonata, MgCO3.

## Svojstva i osobine
Nastaje alteracijom magnezijevih silikatnih minerala, osobito olivina, ili metasomatozom vapnenca i dolomita, a tvori proslojke u metamorfitima ili sedimentna ležišta.
Pojavljuje se bilo kao žućkastobijela kompaktna, porculanu slična, ili praškasta masa („amorfni“ magnezit), bilo u obliku sitnozrnatih agregata romboedarskih (s kalcitom izomorfnih) kristala, koji su zbog prisutnoga željeza često obojeni žućkasto do tamnosmeđe.

## Rasprostranjenost
Najveća su mu nalazišta u Štajerskoj i Koruškoj (Radenthein), u SAD-u, Kanadi, Norveškoj i Grčkoj.

## Uporaba
Služi za proizvodnju vatrostalnoga cementa i za dobivanje drugih magnezijevih spojeva. Kod Southeastern Pomo Indijanaca čija su sela posjedovala nalazišta bijelog magnezita u kombinaciji sa školjkama koristio se za izradu perli, a služile su kao novac kod indijanaca sjeverne središnje Kalifornije.